# 지옥갑자원
《지옥갑자원》(일본어: 地獄甲子園, 영어: Battlefield Baseball)은 일본에서 제작된 야마구치 유다이 감독의 2003년 코미디, 판타지, 액션 영화이다. 이토 아츠시 등이 주연으로 출연하였고 기타무라 류헤이 등이 제작에 참여하였다.
이 영화의 DVD는 지역 1번으로 Subversive Cinema에 의해 출시되었다.

## 출연

### 주연
- 이토 아츠시
- 사카구치 타쿠
- 사카키 히데오

### 조연
- 니시오 히데타카
- 츠치히라 돈베이
- 오바 카즈히토
- 마츠모토 미노루
- 카츠마타 요시아키
- 마스모토 쇼이치로
- 에비스 요시카즈
- 코니시 히로유키
- 시모조 아토무

## 기타
- 원작자: 만 가타로
- 프로듀서: 치바 요시노리
- 프로듀서: 후지모토 칸
- 프로듀서: 기타무라 류헤이
- 특수분장: 나카타니 스스무
- 무술팀: 시모무라 유지
- 개그감수: 마스모토 쇼이치로